# Catalogul colecției Delfin (Editura Meridiane)
Editura Meridiane a lansat sub numele „Colecția Delfin” o serie de romane de război, thriller sau western și jurnale de călătorii ale unor autori străini. Primul volum a apărut în anul 1970. Colecția a fost numerotată (doar până la numărul 22).
Aceasta este o listă cronologică (posibil completă) a volumelor publicate în această colecție:

## Lista cărților
| Nr.     | Anul | Autorul                           | Titlul | Traducător                                 | Note               |
| ------- | ---- | --------------------------------- | --- | ------------------------------------------ | ------------------ |
| 1       | 1970 | Maxime Delamare                   | Triplu salt mortal | Radu Albala                                | [ 3 ]              |
| 2       | 1970 | Frédéric Dard                     | Dinamita cocteil | Pompiliu Matei                             | [ 4 ]              |
| 3       | 1970 | Guy Le Luhandre                   | Flăcări sub ocean | Mihai Murgu                                | [ 5 ]              |
| 4       | 1970 | Jean Amila                        | Luna la Omaha | Virgil Mazilescu                           | [ 6 ]              |
| 5       | 1971 | Guy Lespig                        | A șaptea joncă | Radu Pontbriant                            | [ 7 ]              |
| 6       | 1971 | Pierre Nemours (Pierre Guillemot) | Detașamentul setei | Mihai C. Delescu                           | [ 8 ]              |
| 7       | 1971 | Gil Delamare                      | Meseria mea e riscul | Iulia Giroveanu și Sanda Mihăescu-Boroianu | [ 9 ] [ 10 ]       |
| 8       | 1971 | Piet Legay                        | Furtună la Tobruk | Marcel Aderca                              | [ 11 ]             |
| 9       | 1972 | Jean-Louis Lafitte                | Dezertorul | Pavel Popescu                              | [ 12 ]             |
| 10 - 13 | 1972 | Henri Charrière                   | Papillon - (2 vol, 10/11 și 12/13) | Marcel Aderca                              | [ 13 ]             |
| 14      | 1973 | Agatha Christie                   | Hotelul Bertram | Sofia și Ben Marian                        | [ 14 ]             |
| 15 - 16 | 1973 | ***                               | Miros de praf de pușcă - Texte din literatura western (2 vol.). Povestiri de John Steinbeck; Stewart Edward White; A. B. Guthrie; Conrad Richter; Ernest Haycox; H. L. Davis | Horia C. Matei (ed.)                       | [ 15 ]             |
| 17 - 18 | 1973 | Iulian Semenov                    | Maiorul Vifor (2 vol.) | Penke Mușătescu                            | [ 16 ]             |
| 19 - 20 | 1973 | Sven Hassel                       | Gestapo - (2 vol.) | Pavel Popescu                              | [ 17 ]             |
| 21.     | 1974 | Sven Hassel                       | Monte Cassino | Radu Pontbriant                            | [ 18 ]             |
| 22.     | 1974 | Miloslav Stingl                   | Aventura marilor căpetenii indiene | Margareta și Jean Grosu                    | [ 19 ]             |
| 23      | 1974 | Marc J. Trennery                  | Operațiunea „Carul Mare” | Ion Nasta                                  | [ 20 ]             |
| 24 - 25 | 1974 | Paul Bonnecarrere                 | Îndrăzneții înving - (2 vol.) | Sofia Marian si Ben Marian                 | [ 21 ]             |
| 26.     | 1974 | Piet Legay                        | Au fost șaisprezece | Pavel Popescu                              | [ 22 ]             |
| 27      | 1975 | Bogomil Rainov                    | Un naiv între doua vârste | Penke Musatescu                            | [ 23 ]             |
| 28      | 1975 | Odilon Cabat & Jacques Levy       | Cascadorii, 50 de ani de cinematograf eroic | Constanta Oancea                           | [ 24 ] [ 25 ]      |
| 29 - 30 | 1975 | Nicholas Monsarrat                | Marea crudă - (2 vol.) | Constantin Papadopol Calimah               | [ 26 ]             |
| 31.     | 1975 | Iuri Korolkov                     | În caz de pericol arde! | Ioana și Tudor Savu                        | [ 27 ]             |
| 32.     | 1976 | B. Traven                         | Comoara din Sierra Madre | Corneliu Golopentia                        | [ 28 ]             |
| 33.     | 1976 | Sir John Barrow                   | Revolta de pe Bounty | Constantin Papadopol Calimah               | [ 29 ]             |
| 34 - 35 | 1976 | Vladimir Bogomolov                | Trei în pădure... - (2 vol.) | Veronica Bârlădeanu, Nadejda Stahovski     | [ 30 ]             |
| 36      | 1977 | Serge Deville                     | Lichidați Reichsprotektorul! | C. D. Constantinescu                       | [ 31 ] [ 32 ]      |
| 37      | 1977 | Jean Coué                         | Omul de pe rîul Kwai | Marcel Petrișor                            |                    |
| 38      | 1977 | Robert Vergnes                    | Chemarea necunoscutului | Angela Cismas                              | [ 33 ]             |
| 39 - 40 | 1978 | Fernand Fournier-Aubry            | Don Fernando - (2 vol.) | Stefania Deleanu, Virgil Mazilescu         | [ 34 ]             |
| 41      | 1978 | Alistair Maclean                  | H. M. S. Ulysses | Pavel Popescu                              | [ 35 ]             |
| 42      | 1979 | Elena Rjevskaia                   | Miros de migdale amare | Penke Mușatescu                            |                    |
| 43      | 1979 | Alistair Maclean                  | La sud de capul Java | Constantin Papadopol Calimah               | [ 36 ]             |
| 44      | 1979 | Gordon Landsborough               | Vulpile deșertului | D. Mazilu                                  | [ 37 ]             |
| 45      | 1979 | Pierre Chenal                     | Ultima furtună | Mihai Murgu                                | [ 38 ]             |
| 46      | 1980 | Douglas Reeman                    | Atacă și scufundă | Constantin Papadopol Calimah               | [ 39 ]             |
| 47      | 1980 | Anthony Feek                      | Tunelul de la Alberg | Silvia Kerim                               | [ 40 ]             |
| 48 - 49 | 1981 | Jean Leroy-Guyo                   | Vraja marelui nord - (2 vol.) | Pavel Popescu                              | [ 41 ]             |
| 50 - 51 | 1981 | Andre Cognat                      | Antecume - (2 vol.) | Radu Pontbriant                            | [ 42 ]             |
| 52      | 1981 | Tim Severin                       | Expediția Brendan | Adina M. Arsenescu                         | [ 43 ]             |
| 53      | 1982 | Douglas Reeman                    | Bătălie în adâncuri | Antoaneta Ralian                           | [ 44 ]             |
| 54 - 55 | 1982 | Len Deighton                      | Bombardierul - (2 vol.) | Daniela Parau-Staicu                       | [ 45 ]             |
| 56      | 1982 | Paul Brickhill                    | Bader învingătorul cerului | Pavel Popescu                              | [ 46 ]             |
| 57      | 1983 | Douglas Reeman                    | Întâlnire în Atlanticul de Sud | Dan Ghibernea                              | [ 47 ]             |
| 58 - 59 | 1983 | Robert Gaillard                   | I-a înghițit pădurea - (2 vol.) | Marcel Petrisor                            | [ 48 ]             |
| 60      | 1983 | Joshua Slocum                     | Navigând singur în jurul lumii | Alfred Neagu                               | [ 49 ]             |
| 61      | 1984 | Anatoli Ivankin                   | Ultimul kamikaze | Penke si Vlad Musatescu                    | [ 50 ]             |
| 62      | 1984 | Alistair Maclean                  | Unde se avântă vulturii | Georgeta Ciocaltea                         | [ 51 ]             |
| 63      | 1984 | Richard F. Newcomb                | Abandonați nava! | Constantin Novac                           | [ 52 ]             |
| 64      | 1984 | Richard Henry Dana Jr.            | Doi ani pe mare | Alfred Neagu                               | [ 53 ]             |
| 65 - 66 | 1985 | Joseph Kessel                     | Mermoz - (2 vol.) | Pavel Popescu                              | [ 54 ]             |
| 67      | 1985 | Jane van Lawick-Goodall           | În umbra omului | Veronica Focșăneanu                        | [ 55 ]             |
| 68 - 69 | 1986 | Bernal Díaz del Castillo          | Adevărata istorie a cuceririi noii Spanii - (Historia verdadera de la conquista de la Nueva España, 2 vol)                                                                   | Maria Berza                                | [ 56 ] [ 57 ]      |
| 70      | 1986 | Edgard Thomé                      | Misiune specială | Angela Cișmaș                              |                    |
| 71      | 1987 | Tim Severin                       | Expediția Sindbad | Adina Arsenescu                            | [ 58 ]             |
| 72      | 1987 | Patrick Braun                     | Comorile incașilor | Paul B. Marian                             |                    |
| 73      | 1987 | Jack London                       | Croazieră cu Snark | Alfred Neagu                               | [ 59 ] [ 60 ]      |
| 74 - 75 | 1987 | V. K. Arseniev                    | Prin taigaua extremului orient- (2 vol. Prin ținutul Ussuri și Dersu Uzala)                                                                                                  | Tatiana Medvedev                           | [ 61 ]             |
| 76      | 1988 | Charles Marie de La Condamine     | Călătorie pe Amazon | Florica Georgescu                          | [ 62 ]             |
| 77      | 1988 | Bernard Moitessier                | Hoinar prin mările sudului | Pavel Popescu                              | [ 63 ]             |
| 78      | 1988 | Jean Louis-Etienne                | Pe jos spre pol | Stelian Oancea                             | [ 64 ]             |
| 79      | 1989 | Didier Regnier                    | Aventura marelui raid | Pavel Popescu                              | ISBN 973-33-0017-9 |
| 80      | 1989 | Tim Severin                       | Expediția Iason: În căutarea lânii de aur | Marcel D. Ghibernea                        | ISBN 973-33-0006-3 |
| 81      | 1989 | August Hobart                     | Înfruntând mările | Alfred Neagu                               | ISBN 973-33-0039-x |
| 82 - 83 | 1989 | James Clavell                     | Changi - (2 vol.) | Sergiu Celac                               | ISBN 973-33-0059-4 |
| 84 - 85 | 1990 | Alexandre Dumas                   | Muntele de nisip - (2 vol.) | Marcel Petrișor și Anca Crivăț             | ISBN 973-33-0092-6 |
| 86 - 87 | 1991 | James Clavell                     | Tai-Pan - (2 vol.) | Alfred Neagu                               | ISBN 973-33-0167-1 |
| 88      | 1991 | Robert Sténuit                    | Lumile tainice în care m-am scufundat | Rodica Maria Valter, Radu Valter           | ISBN 973-33-0118-3 |
| 89      | 1992 | Maurice Taieb                     | Pe meleagurile primilor oameni | George G. Potra, Delia Razdolescu          | ISBN 973-33-0152-3 |
| 90      | 1995 | Patrice Franceschi                | Nebuneasca aventură | Răzvan Junescu                             | ISBN 973-33-0259-7 |

## Legături externe
- Catalogul colecției Delfin (Editura Meridiane) la 365mag.ro
- Catalogul colecției Delfin (Editura Meridiane) la printrecarti.ro
- Catalogul colecției Delfin (Editura Meridiane) Arhivat în 15 iunie 2021, la Wayback Machine. la casaliterelor.ro

## Vezi și
- Catalogul colecției Sfinx (Editura Militară)
- Catalogul colecției Clepsidra (Editura Eminescu)
- Catalogul Colecției Biblioteca pentru toți (Editura Minerva)
- Catalogul colecției Romanul de dragoste (Editura Eminescu)
- Catalogul colecției Enigma (Editura Univers)